# Бентон (Теннессі)
Бентон (англ. Benton) — місто (англ. town) в США, в окрузі Полк штату Теннессі. Населення — 1523 особи (2020).

## Географія
Бентон розташований за координатами 35°10′28″ пн. ш. 84°39′8″ зх. д. / 35.17444° пн. ш. 84.65222° зх. д. (35.174569, -84.652153).  За даними Бюро перепису населення США в 2010 році місто мало площу 8,32 км², уся площа — суходіл. В 2017 році площа становила 7,85 км², уся площа — суходіл.

## Демографія
Згідно з переписом 2010 року, у місті мешкало 1385 осіб у 534 домогосподарствах у складі 350 родин. Густота населення становила 167 осіб/км².  Було 603 помешкання (73/км²).
Расовий склад населення:
| - 97,5 % — білих - 0,7 % — чорних або афроамериканців - 0,4 % — корінних американців - 0,1 % — вихідців з тихоокеанських островів |

До двох чи більше рас належало 0,9 %. Частка іспаномовних становила 1,1 % від усіх жителів.
За віковим діапазоном населення розподілялося таким чином: 21,2 % — особи молодші 18 років, 63,4 % — особи у віці 18—64 років, 15,4 % — особи у віці 65 років та старші. Медіана віку мешканця становила 39,3 року. На 100 осіб жіночої статі у місті припадало 98,4 чоловіків;  на 100 жінок у віці від 18 років та старших — 96,2 чоловіків також старших 18 років.
Середній дохід на одне домашнє господарство  становив 45 252 долари США (медіана — 37 344), а середній дохід на одну сім'ю — 49 561 долар (медіана — 40 236). Медіана доходів становила 40 132 долари для чоловіків та 29 545 доларів для жінок. За межею бідності перебувало 19,0 % осіб, у тому числі 23,4 % дітей у віці до 18 років та 8,7 % осіб у віці 65 років та старших.
Цивільне працевлаштоване населення становило 660 осіб. Основні галузі зайнятості: освіта, охорона здоров'я та соціальна допомога — 20,3 %, виробництво — 20,2 %, роздрібна торгівля — 10,9 %, науковці, спеціалісти, менеджери — 10,5 %.